# Gradišče pri Lukovici
Gradišče pri Lukovici – wieś w Słowenii, w gminie Lukovica. W 2018 roku liczyła 244 mieszkańców.